# Dorth (gemeente)
Dorth is een voormalige gemeente in de provincie Gelderland.
De gemeente Dorth werd ook wel de Kring van Dorth genoemd. Deze hoge heerlijkheid werd op 1 januari 1812 bij de gemeente Gorssel gevoegd. Op 1 januari 1818 werd het weer een zelfstandige gemeente. Op 1 juli 1831 werd de gemeente opgeheven en weer bij Gorssel gevoegd.